# Gura Humorului
Gura Humorului là một thị xã thuộc hạt Suceava, România. Dân số thời điểm năm 2002 là 15837 người.